# Дошница
Дошница је река у Северној Македонији, десна саставница реке Бошаве. Извориште јој је на планини Кожуф, а с Бошавом се састаје 2 km пред Демир Капијом. Дужина реке је 38 km. На реци се налази хидроцентрала „Дошница“ пуштена у погон 1953. године.